# Třída Östergötland
Třída Östergötland byla poslední postavená třída torpédoborců švédského námořnictva. Plavidla byla stavěna jako doprovod švédských lehkých křižníků. Třída se skládala ze čtyř jednotek zařazených do služby v letech 1958–1959. Vyřazeny byly roku 1982.

## Stavba
Stavba čtveřice torpédoborců této třídy byla schválena v roce 1953. Dva postavila loděnice Götaverken v Goteborgu a dva loděnice Eriksberg v Goteborgu. Kýly všech plavidel byly založeny v roce 1955 a námořnictvo je postupně přebíralo v letech 1958-1959.
Jednotky třídy Östergötland:
| Jméno              | Loděnice   | Založení kýlu | Spuštěna        | Vstup do služby   | Osud          |
| ------------------ | ---------- | ------------- | --------------- | ----------------- | ------------- |
| Östergötland (J20) | Götaverken | 1955          | 8. května 1956  | 3. března 1958    | Vyřazen 1982. |
| Södermanland (J21) | Eriksberg  | 1955          | 28. května 1956 | 27. července 1958 | Vyřazen 1982. |
| Gästrikland (J22)  | Götaverken | 1955          | 6. června 1956  | 14. ledna 1959    | Vyřazen 1982. |
| Hälsingland (J23)  | Eriksberg  | 1955          | 14. ledna 1957  | 17. června 1959   | Vyřazen 1982. |

## Konstrukce

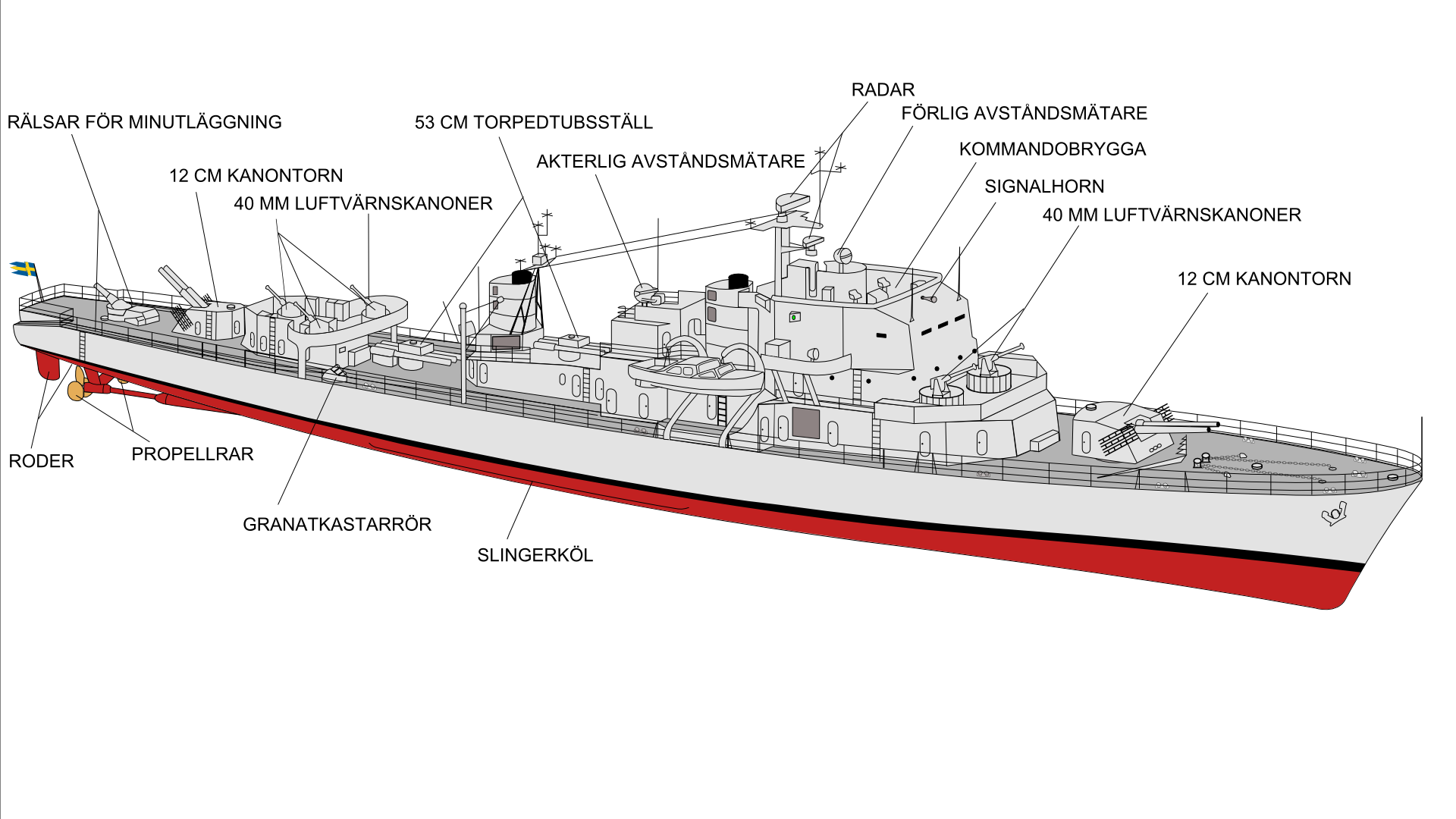
Ilustrace torpédoborce třídy Östergötland po dokončení

Třída Östergötland konstrukčně navazovala na třídu Öland, například se shodovala použitým trupem (ovšem při větším ponoru a výtlaku). Hlavňovou výzbroj po dokončení tvořily čtyři 120mm kanóny v dvoudělových věžích a sedm 40mm protiletadlových kanónů Bofors (poslední dvě jednotky jich nesly pět). Hlavní ofenzivní zbraní byly dva trojhlavňové 533mm torpédomety. K napadání ponorek sloužil jeden 305mm salvový vrhač hlubinných pum Squid. Neseno mohlo být rovněž až 60 min. Pohonný systém tvořily dva kotle Babcock & Wilcox a dvě turbíny De Laval o výkonu 47 000 hp, pohánějí dva lodní šrouby. Nejvyšší rychlost dosahovala 35 uzlů. Dosah byl 2200 námořních mil při rychlosti 20 uzlů.

### Modernizace

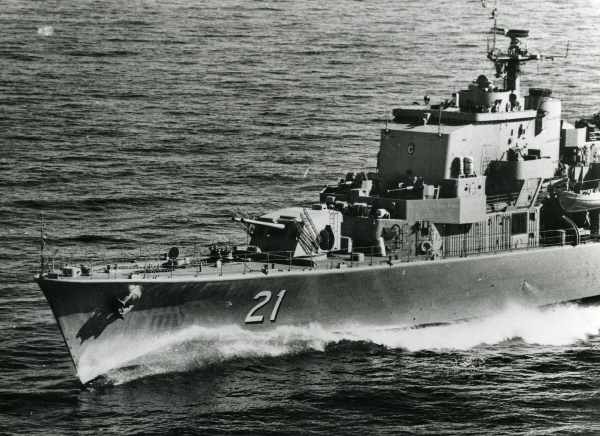
Södermanland (J21)

V letech 1962–1971 proběhla modernizace všech torpédoborců. Modernizována byla jejich elektronika i výzbroj. Počet 40mm kanónů se snížil na čtyři, místo dvou trojhlavňových torpédometů byl instalován jeden šestihlavňový a naopak přibyl jeden čtyřnásobný protiletadlový raketový komplet Rb-07 (britský systém Seacat).